# Oracle d'Ismènion
L'Oracle d'Ismènion agafa el nom del déu fluvial Ismenos que posteriorment es va identificar amb Apol·lo anomenat Ismeni. Heròdot explica que aquesta substitució es devia produir entre els segles VII i VI aC., i es podria atribuir als tebans.
L'oracle es va situar en una muntanya una mica més enllà de la porta Electra, una de les set portes de Tebes, a Beòcia, i encara es poden observar algunes ruïnes del segle iv aC. L'edifici primitiu, fet de rajoles i fusta, va ser incendiat a finals del segle viii aC. i va ser substituït per un temple de pedra d'estil dòric. A dins hi havia una estàtua d'Apol·lo feta de fusta de cedre que el representava agafant un cérvol amb la seva mà dreta.
Aquest oracle donava les resposta no per inspiració del deu sinó per la inspecció que els sacerdots feien de les persones que anaven a fer les consultes, el que requeria una certa psicologia i dots d'observació notables.